# Koro (Loropéni)
Pour les articles homonymes, voir Koro.
Koro est une commune rurale située dans le département de Loropéni de la province du Poni dans la région Sud-Ouest au Burkina Faso.

## Géographie
Koro se trouve à environ 40 km au nord du centre de Loropéni, le chef-lieu, et de la route nationale 11.

## Histoire
Koro a été fondé à la fin du XIXe siècle par l'ethnie Dogossè (incluse dans le groupe des Gourmantché) qui est venue peupler le nord de la région de Loropéni avec les Gan et les Dioula.

## Économie
Koro est la principale ville du nord du département et à ce titre constitue un centre d'échanges marchands et de commerce.

## Santé et éducation
Koro accueille un centre de santé et de promotion sociale (CSPS) tandis que le centre médical se trouve à Kampti et que le centre hospitalier régional (CHR) de la province se trouve à Gaoua.